# Laya Lewis
Laya Aiesha Lewis (Londen, 14 mei 1992) is een Brits actrice. Ze is bekend dankzij haar rol als  Liv Malone  in de Britse tienergeoriënteerde televisieserie Skins

## Filmografie
| Jaar      | Titel | Rol        | Opmerkingen  |
| --------- | ----- | ---------- | ------------ |
| 2011–2012 | Skins | Liv Malone | Seizoen 5, 6 |

- Virtual International Authority File: 8363153653264255900007